# Coupe de l'EHF masculine 2008-2009
Navigation
Coupe de l'EHF 2007-2008 Coupe de l'EHF 2009-2010
La Coupe de l'EHF 2008-2009 est la 28e édition de la Coupe de l'EHF masculine.
Organisée par la Fédération européenne de handball (EHF), la compétition est ouverte en 2008-2009 à 51 clubs de handball d'associations membres de l'EHF. Ces clubs sont qualifiés en fonction de leurs résultats dans leur pays d'origine lors de la saison 2007-2008.

## Huitième de finale
| Club                     | Aller   | Total    | Retour  | Club                    |
| ------------------------ | ------- | -------- | ------- | ----------------------- |
| OS Belenenses            | 33 – 37 | 63 – 80  | 30 – 43 | BM Aragón               |
| JD Arrate                | 27 – 21 | 47 – 46  | 20 – 25 | AGF Aarhus Håndbold     |
| VfL Gummersbach          | 26 – 24 | 56 – 44  | 30 – 20 | SC Magdebourg           |
| Maccabi Rishon LeZion    | 29 – 21 | 52 – 56  | 23 – 35 | Zarja Kaspija Astrakhan |
| RK Gorenje Velenje       | 35 – 24 | 61 – 50  | 26 – 26 | Debrecen KSE            |
| Bjerringbro-Silkeborg    | 26 – 23 | 51* – 51 | 25 – 28 | TBV Lemgo               |
| US Ivry                  | 28 – 19 | 52 – 47  | 24 – 28 | US Créteil              |
| TSV St. Otmar Saint-Gall | 35 – 27 | 62 – 50  | 27 – 23 | RD Škofja Loka          |

* Le Bjerringbro-Silkeborg est qualifié selon la règle du nombre de buts marqués à l’extérieur (25 contre 23 pour le TBV Lemgo).

## Quarts de finale
| Match | Club                     | Aller   | Total   | Retour  | Club                    |
| ----- | ------------------------ | ------- | ------- | ------- | ----------------------- |
| 1     | RK Velenje               | 27 – 26 | 52 – 50 | 25 – 24 | Bjerringbro-Silkeborg   |
| 2     | US Ivry HB               | 27 – 33 | 51 – 74 | 24 – 41 | VfL Gummersbach         |
| 3     | TSV St. Otmar Saint-Gall | 35 – 31 | 60 – 56 | 25 – 25 | Zarja Kaspija Astrakhan |
| 4     | JD Arrate                | 27 – 30 | 52 – 58 | 25 – 28 | BM Aragón               |

## Demi-finales
| Match | Club            | Aller   | Total   | Retour  | Club                     |
| ----- | --------------- | ------- | ------- | ------- | ------------------------ |
| 1     | RK Velenje      | 27 – 20 | 52 – 47 | 25 – 27 | TSV St. Otmar Saint-Gall |
| 2     | VfL Gummersbach | 39 – 25 | 67 – 57 | 28 – 32 | BM Aragón                |

## Finale
| Club       | Aller   | Total   | Retour  | Club            |
| ---------- | ------- | ------- | ------- | --------------- |
| RK Velenje | 28 – 29 | 50 – 55 | 22 – 26 | VfL Gummersbach |